# 桂文治

結三柏は、桂文治一門の定紋である。

桂 文治（かつら ぶんじ）は、落語の名跡。当代は11代目。

## 概要
元々は上方落語の名跡であるが、3代目以降は東西に分裂し、5代目以降は江戸・東京の落語の名跡に移る。但し、7代目のみ上方に戻っている（10代目以降は上方の7代目の孫弟子・曾孫弟子に引き継がれているが、いずれも江戸の落語家である）。現在は江戸（東京）桂一門の止め名であり、また東西落語界を含めた桂一門の宗家でもある。
なお、「桂」の亭号の由来に関しては、初代文治が大阪市北区にある佳木山（「桂木山」とあるのは誤り）太融寺の檀家であったことから、寺の山号から連想して名付けたのだという。（大阪市西成区天下茶屋にある石碑「桂塚」の碑文の説。『落語系圖』p63に翻刻あり。）
一方、『落語系圖』p65所載の説によれば、初代文治の先祖が「桂中納言左近」という人であったため「桂」を名乗ったとあるが、詳しいことは不明。

## 一覧
- 初代桂文治
- 二代目桂文治 - 初代文治の実子
- 江戸三代目桂文治 - 後∶初代桂文楽
- 上方三代目桂文治 - 本項にて記述
- 江戸四代目桂文治 - 後∶桂桂寿
- 上方四代目桂文治 - 本項にて記述
- 五代目桂文治 - 当該項目で記述
- 六代目桂文治 - 江戸四代目文治の長男
- 七代目桂文治 - 一代限りではあるが、由緒ある大名跡を上方の地へと取り戻した。
- 八代目桂文治 - 実母が六代目文治の後妻となったためその養子となり八代目を継いだ。
- 九代目桂文治 - 九代目の弟子は本来の江戸桂派のうち今も桂を名乗る数少ない直系弟子である。
- 十代目桂文治 - 当代より系図上は七代目の系統に戻った。
- 十一代目桂文治 - 当代、十代目の門下。

## 上方3代目
上方3代目 桂文治（生没年不詳）は、本名、享年とも不詳。
2代目文治の孫弟子に当たる（2代目文治門下の文鳩の門人で、九鳥を名乗る）。江戸3代目文治が襲名した1827年頃以降、江戸3代目を後追いする形で1839年には上方3代目を継いだと見られる。襲名には直弟子でなかった事などから異論や反対も多かった。
京都生まれで、滑稽噺に秀でていたと言われ、初代笑福亭吾竹（あるいは2代目か?）の鳴物入りの芸風に対抗して、素噺で勝負を挑み、両人の似顔人形を寄席の表に出すほどの人気を得たという。
「落語系図」には1846年に追善興行が座摩稲荷座で行なわれており、1843年9月の番付には文治の名があることから一周忌か三周忌の追善で没年の襲名まもなく死去したようである。

## 上方4代目
上方4代目 桂文治（生没年不詳）は、本名: 長太？、享年とも不詳。俗に「長太文治」。
上方3代目文治の弟子で、幕末に活躍。1853年の見立番付には、既に桂慶枝の名で東方前頭2枚目に位置しており、後に上方4代目文治を襲名。襲名時期は1855年春頃と推測される。改名順は、桂文枝から桂慶枝になり、文治を継いだと推測される。
元は炭団屋。芸道には熱心だが金銭には無頓着で、能勢の妙見宮に参詣した際、ある豪商に招かれて一席演じたが、謝礼を固辞しようとしたと伝える。実力はあったが、早世したらしい。『新作さわり よしこの咄し』という冊子を残しており、流行唄にも名を成した。
門下には初代桂文枝がいるが、これは師の前名を継いだものとされる。結局、文枝は上方5代目文治を継がず、本名も桂文枝に改名。以降、上方桂一門の止め名は事実上、文枝となる。他にも大成したのでは桂慶治「京の慶治」がいた。

## 別系統の文治（尾道文治）
吉井勇などの著書に紹介されている人物。
師弟関係など不明。江戸の人物で神田の川竹亭に出ていたころ6代目桂文治と親しくし、のちに尾道を中心に旅回り専門の芸人となり桂三之助、桂文一、桂とぼけなどを連れて怪談噺、音曲、坐り踊りの芸で一座で廻ったという。のちに地元の豪商・田坂卯三郎の支援で尾道で易学や占いで生計を立て余生を過ごし、時より寄席には出ず宴の席などで芸を披露していた。1905年7月3日に93歳で亡くなり田坂卯三郎が信行寺に葬った。戒名は「弁誉秀音居士」。また千光寺には碑も建てられた。顔に特徴があり背が高かったという。
通称「旅（の）文治」、「尾道（の）文治」、「偽（の）文治」などという。

## 江戸文字鎖
この名跡は、江戸時代（天保～安政）期に広く知られた文字鎖（「江戸文字鎖」またの名を「江戸言葉唄」）で詠われている。文字鎖とは修辞法の一つで尻取りの一種である。この尻取りが余りに有名な為恐らくこの頃の子供で桂文治を知らないものはなかった。
牡丹に唐獅子竹に虎　→「虎」
虎を踏まえて和藤内　→「藤内／内藤」
内藤様は下がり藤　→「ふじ」
富士見西行うしろ向き　→「むき」
むき身はまぐりばかはしら　→「はしら」
柱は二階と縁の下　→「下」
下谷上野の山かづら　→「かつら」
桂文治は噺家で　→「で」
でんでん太鼓に笙の笛　→「え」　
（以下略）

この桂文治は江戸3代目のことである。この文字鎖は国立演芸場に掲示してあるほか、小島貞二の遺作『こんな落語家がいた』に掲載されている。